# Remos GX
Remos G3 Mirage in Remos GX sta dvosedežni športni letali nemškega proizvajalca Remos. Letali imata visoko nameščeno krilo s podporno palico in fiksno tricikel pristajalno podvozje. Letali poganja ali 80- ali 100-konjski Rotax 912, je pa možna tudi opcija motorja Jabiru 2200.
G3 Mirage je prvič poletel septembra 1997, leta 2006 so predstavili verzijo GX.

## Specifikacije (Remos GX)
Podatki iz Remos Website
Splošne značilnosti
- Posadka: 1
- Število sedežev: 1 potnik
- Dolžina: 21 ft 3 in (6,48 m)
- Razpon kril: 30 ft 6 in (9,30 m)
- Višina: 7 ft 5 in (2,26 m)
- Površina kril: 118 sq ft (11,0 m2)
- Teža praznega letala: 705 lb (320 kg)
- Bruto teža: 1.320 lb (599 kg)
- Kapaciteta goriva: 80 L
- Pogon letala: 1 × Rotax 912ULS 4-valjni protibatni motor, 100 hp (75 kW)

Zmogljivost
- Potovalna hitrost: 123 mph (107 kn; 198 km/h)
- Hitrost pri porušitvi vzgona: 44 mph (38 kn; 71 km/h) s povsem spuščenimi zakrilci
- Doseg: 552 mi; 889 km (480 nmi)
- Trajanje leta: 6,0 ur
- Višina leta (servisna): 15.000 ft (4.572 m)
- G-omejitev: +4/-2
- Jadralno število: 10:1
- Hitrost vzpenjanja: 1.280 ft/min (6,5 m/s)